# Nacional Records
Nacional Records — незалежний звукозаписний лейбл, що базується в Лос-Анджелесі, Каліфорнія. Тут працюють численні артисти, зокрема Ману Чао, мексиканська електронна група Nortec Collective, номінована на Греммі, колумбійська рок-група Aterciopelados, аргентинська рок-група Los Fabulosos Cadillacs, американська група нової хвилі Tom Tom Club і франко-чилійська хіп-хоп виконавиця Ана Тіжу.

## Історія
Компанія Nacional Records була заснована Томасом Кукманом у 2005 році. Кукман є президентом і власником Cookman International, багатогранної компанії, яка спеціалізується на менеджменті артистів, публікації, маркетингу, спеціальних подіях, таких як Latin Alternative Music Conference (LAMC) і Supersonico, оригінальному контенті (La Hora Nacional TV шоу на MTV Tr3s і щотижневі радіошоу, LAMC Mixtape на SiriusXM) і Latino Loop (щотижневий індустріальний інформаційний бюлетень, який надсилається електронною поштою понад 100 000 любителів смаку) серед інших заходів.
Першим альбомом лейблу став однойменний сольний альбом вокаліста Aterciopelados Андреа Ечеверрі 8 березня 2005 року. Пізніше він був номінований як на Греммі, так і на Латинську Греммі. Відтоді Nacional випустив понад 100 альбомів, вигравши свою першу латинську Греммі у 2007 році з Oye Aterciopelados як найкращий альтернативний альбом і Ману Чао «Me Llaman Calle» як найкраща альтернативна пісня. Інші досягнення з тих пір включають 51 Латинську Греммі та Греммі, перемоги та номінації.
Nacional Records випустила першу в історії Starbucks компіляцію сучасної латиноамериканської музики Café Con Musica, яка дебютувала під №1 у чартах Billboard World і Latin Pop.
Музика Nacional Records з’явилася в багатьох найкращих фільмах, відеоіграх, телевізійних шоу та рекламі, зокрема Breaking Bad, Jersey Shore, No Reservations with Anthony Bourdain, EA Sports’ FIFA Games Series, Need For Speed, Jack & Jill, Fast Food Nation, Entourage, CSI Miami, Ugly Betty, Target, ESPN та інші.
З травня 2013 року Nacional Records і Search Party Music спільно створили El Search Party, нове підприємство, яке зосередилося на розміщенні та ліцензуванні латиноамериканської музики 
У червневій статті 2009 року про Nacional, Джонні Вайтсайд у LA Weekly назвав Кукмана «самохідним феноменом». 

## Виконавці та випуски (минулий і теперішній)
- 4to Poder
- Алекс Анвандтер
- Ана Тіжу
- Андреа Ечеверрі
- Астро
- Атерціопедас
- Banda de Turistas
- Бітмен і Робан
- Чорний Ухуру
- Бомба Естерео
- Сесі Бастіда
- Місто Чок-Квіб
- Дієго Гарсія
- Діджей Бітмен
- Діджей Рафф
- Ель Ґінчо
- Él Mató a un Policía Motorizado
- Еластичний зв'язок
- Ерік Бобо
- Фідель Надаль
- Фяхбвой
- Гонсало Яньєс
- Гектор Буйтраго
- Привіт Морський коник!
- Інтоксикація
- Харабе де Пало
- Вогонь джунглів
- KCRW Sounds Eclectico
- Король Коя
- Чудернацький Суеньо де ла Макіна
- La Bien Querida
- La Casa Azul
- Саундтрек до фільму La mujer de my hermano
- La Vida Bohème
- Латинський бітмен
- Los Amigos Invisibles
- Лос-Бункерс
- Кадилаки Los Fabulosos
- Лос-Макуанос
- Лос Настіс
- Лос Трес
- Los Updates (лише цифровий випуск)
- Мальдіта Весіндад
- Ману Чао
- Марк Каст
- Matorral Man
- Мексиканський інститут звуку
- Mexrrissey
- Містеріо
- Монарета
- Моніка Левове Серце
- Наталія Клавір
- Ніколь
- Колектив Nortec
- Nortec Collective представляє: Bostich і Fussible
- Nortec Collective представляє: Clorofila
- Ovni (лише цифровий випуск)
- Pacha Massive
- Pecker (лише цифровий випуск)
- Пластиліна Мош
- Клуб Quiero
- Рауль Кампос
- Рауль І Мексія
- Red Hot + Latin Redux (компіляція)
- RH+
- Машина Рітмо
- Ріжа
- Сем Бейтс
- Santé Les Amis
- Сара Валенсуела
- Сеньйор Кокос
- Сеньйор Флавіо
- Systema Solar
- Чамани
- Ехоцентрики
- Рожеві тони
- Тодос Тус Муертос
- Тоніно Каротоне
- Студенти викладачі
- Vlammen
- Віллі Бобо
- Жижек